# Långträsket (Jörns socken, Västerbotten)
Långträsket är en sjö i Skellefteå kommun i Västerbotten och ingår i Byskeälvens huvudavrinningsområde. Sjön har en area på 0,039 kvadratkilometer och ligger 342 meter över havet. Långträsket ligger i Byskeälven Natura 2000-område.

## Delavrinningsområde
Långträsket ingår i det delavrinningsområde (724079-169169) som SMHI kallar för Mynnar i Ullbergsträsket. Medelhöjden är 349 meter över havet och ytan är 7,3 kvadratkilometer. Det finns inga avrinningsområden uppströms utan avrinningsområdet är högsta punkten. Vattendraget som avvattnar avrinningsområdet har biflödesordning 3, vilket innebär att vattnet flödar genom totalt 3 vattendrag innan det når havet efter 115 kilometer. Avrinningsområdet består mestadels av skog (57 procent) och sankmarker (42 procent). Avrinningsområdet har 0,04 kvadratkilometer vattenytor vilket ger det en sjöprocent på 0,5 procent.